# Доржиев, Зорикто Бальжинимаевич
Зорикто́ Бальжинима́евич Доржи́ев (бур.  Доржиев Бальжанимын Зоригто; род. 1976, Улан-Удэ, Бурятская АССР, СССР) — российский бурятский художник, заслуженный художник Бурятии.

## Биография
Родился в семье художников Риммы и Бальжинимы Доржиевых. По национальности — бурят.
В 1996 году окончил Бурятское республиканское училище культуры и искусств, а в 2002 году с отличием окончил Красноярский государственный художественный институт (в настоящее время - Сибирский государственный институт искусств имени Дмитрия Хворостовского), кафедру живописи (мастерская А. М. Знака). В период 2003—2005 стажировался в творческих мастерских Российской академии художеств отделения «Урал, Сибирь, Дальний Восток» под руководством А. П. Левитина в Красноярскe. Участник многих региональных, российских и международных выставок.

### Выставки
- 2004 год: Улан-Удэ
- 2006 год: персональная выставка в посольстве Республики Монголия в Москве
- 2007 год: Иркутский областной художественный музей[3][4]; Музей искусства народов Востока (Москва)[5]
- 2008 год: персональные выставки в Галерее искусств Совета Европы (Страсбург, Брюссель, Люксембург); Томский областной художественный музей
- 2009 год: Музей искусства народов Востока (Москва), Государственный Русский музей (Санкт-Петербург)[6]; Tibet House (Нью-Йорк)[7][8]
- 2010 год: Иркутск[9], Улан-Удэ[10]
- 2011 год: Hay Hill Gallery (Лондон)[11][12][13]; Galerie Carré Doré (Монако)[14]
- 2012 год: Иркутск, Улан-Удэ, Центральный дом художника (Москва)[15][16]
- В сентябре 2012 года уличная экспозиция работ Доржиева (на больших металлических панно) была открыта на главной площади Улан-Удэ.[17]
- 2015 год: Москва, Государственная Третьяковская галерея (здание на Крымском валу). С 28 января по 1 марта [18].
- 2019 год: Москва, Выставка «Новая степь», Старый Гостиный двор. 15-30 апреля[19][20].
- 2019 год: Венеция (Италия), 58-я Венецианская биеннале.

## Творчество
Зорикто Доржиев создаёт живописные и графические работы, видеоарт, скульптуру, костюмы. Участвовал в создании костюмов к фильму «Монгол». Также участвовал в работе над кинофильмами «Небесные жёны луговых мари» (режиссёр А. С. Федорченко), «Дом Солнца» (режиссёр Гарик Сукачёв).
Зорикто Доржиев иллюстрировал несколько книг, в том числе «Жестокий век» Исая Калашникова.
В 2011 году Доржиев представил разработанную для iPad книгу-приложение «ZORIKBOOK».
Его тема, это — тема Великой Степи... Зорикто сумел отказаться от узко национального видения, уйти от чистого этнографизма, увидев в Великой Степи некое обобщение, а в населяющем её народе — общий для всех образ Кочевника. Человек, образованный академически, он ищет и находит для такого необычного содержания более чем современную форму. Это — свой путь, со своей, ни на кого не похожей, линией рисунка, фактурой, необычным цветовым решением, метафоричностью образов, за которыми проступают особенности буддийского восприятия жизни. Кочевники, воины, богатыри, восточные женщины — любимые сюжеты Доржиева. В основном художник пишет маслом, но использует также смешанную технику, добавляя золотую фольгу и акриловые краски.
Работы Зорикто Доржиева хранятся в частных собраниях в России, США, Германии, Австралии.
Основным художественным приёмом Зорикто выбрал гротеск. Через причудливое сочетание вымышленного и реального, комичного и грустного художник создает особый мир жизни бурят на земле. И убеждаешься, что нет ничего более демократичного и понятного как через добрый юмор показать целостную картину мира. Интуитивно чувствуя всеобщую усталость от концептуализма, он возвращает зрителей к теплой, подчас домашней камерности, рядом с которой так комфортно жить.
На полотнах художника часто присутствует образ кочевника. Зорикто это объясняет следующим:
Кочевник для меня — созерцатель. Не турист, который ищет новых ощущений, и не искатель лучшей жизни. Скорее это поэт, художник, философ. Как правило, он одинок. В одиночестве легче размышлять. С кем поделиться своими мыслями и открытиями? Рано или поздно в степи встретишь других кочевников. Ну, что? За встречу?
20 марта 2017 года Зорикто Доржиеву присвоено звание заслуженного художника Бурятии.